# Holset
Holset (Limburgs: Hozelt) is een dorp in het zuiden van de Nederlandse provincie Limburg. Het dorp behoort tot de gemeente Vaals en telt ongeveer 160 inwoners.

## Ligging, natuur en landschap
Het dorp ligt in het Selzerbeekdal op een lage heuvelrug die zich uitstrekt vanaf het ten zuiden van het dorp gelegen Vijlenerbos tot aan Lemiers, waarbij de heuvelrug geleidelijk aan steeds verder afloopt. Deze heuvelrug scheidt de ten westen van het dorp gelegen Hermansbeek van de ten oosten gelegen Zieversbeek. Beide monden bij Lemiers uit in de Selzerbeek. De hoogte van Holset bedraagt ongeveer 190 meter.
Vlak bij Holset ligt de buurtschap Harles. In de nabijheid liggen verder Vijlen, Lemiers en Vaals.

## Geschiedenis

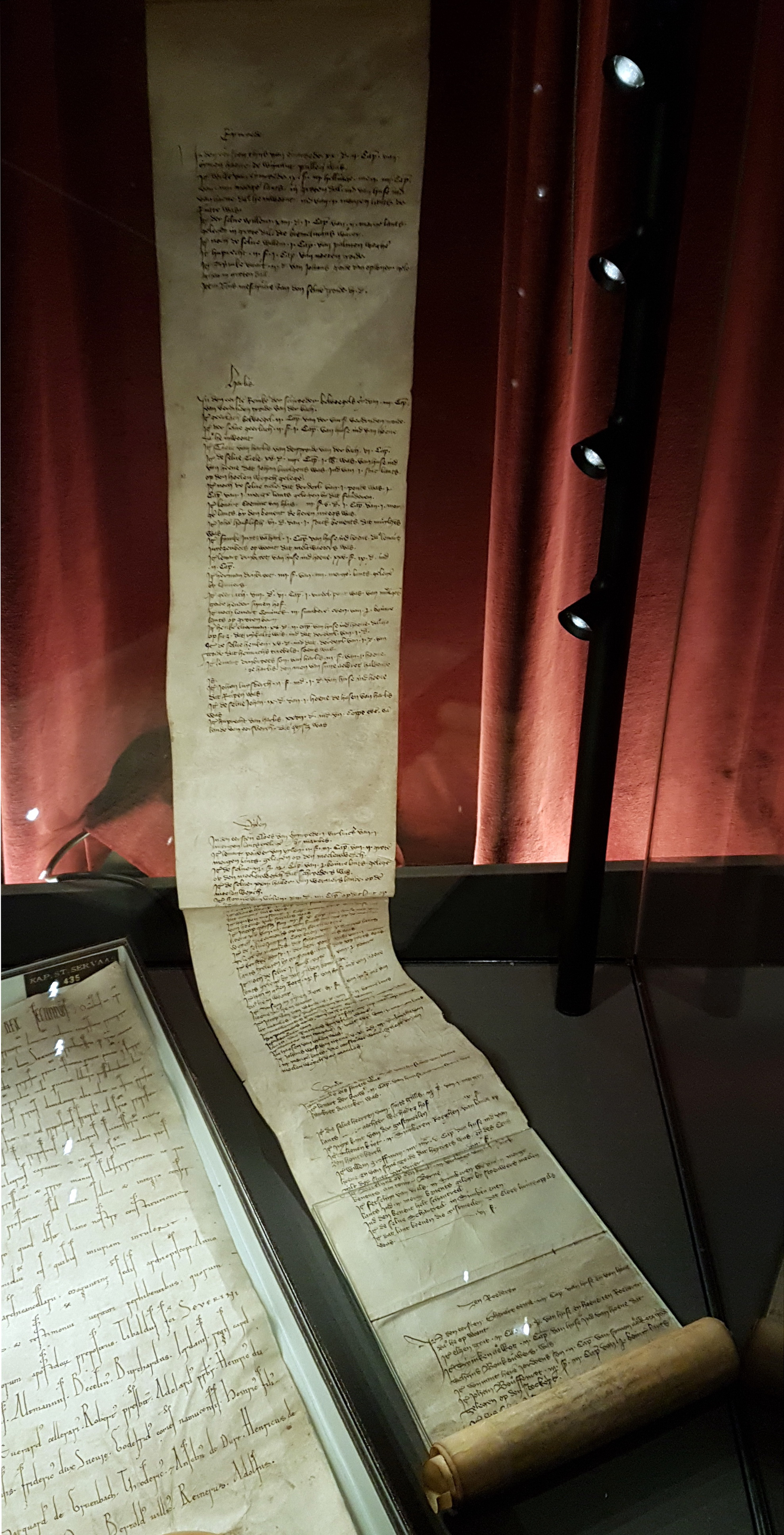
Cijnsrol Hof van Einrade, 14e eeuw (HCL, Maastricht)

Holset is waarschijnlijk ontstaan als een vroegmiddeleeuwse ontginningsnederzetting in bebost gebied. De naam zou zijn afgeleid van hulisetum, hulstbos.
Omstreeks 1338 trouwde Johan Cosselaer, een bastaardzoon van hertog Jan II van Brabant, met Catharina van Holsit, de dochter van Thomas I van Holsit. Enkele jaren later, in 1344, kocht deze Johan het Kasteel Wittem voor 2.300 gulden van Gerard van Julémont. Sindsdien mocht Johan zich heer van Wittem noemen.
In 1626 worden de heerlijkheden Holset en Vaals door de koning van Spanje, landsheer van 's-Hertogenrade, verpand aan Adolf Bertolf van Belven. Onder protest van heer Johan Wilhelm van Schwarzenberg komt de heerlijkheid ruim 30 jaar later, in 1656, onder bestuur van de Staatse drossaard van 's-Hertogenrade.
In Holset waren oorspronkelijk twee schepenbanken: die van Holset en die van de heerlijkheid Einrade. De schepenbank van Holset was de hoofdbank voor zowel Einrade als Vaals en Vijlen en hield zitting in de "Hall" (in 1634 voor het eerst vermeld). De herinnering aan deze schepenbank leeft voort in de aanduiding Aggene Banket van de hoeve bij de Oude Akerweg.
In 1665 bestond Holset uit 14 families en 73 personen. Bij een volkstelling in 1807 had Holset 40 huizen en 240 inwoners.

## Bezienswaardigheden
Holset telt 9 rijksmonumenten, waaronder diverse vakwerkboerderijen en enkele grafheuvels in het Vijlenerbos.
- Op een heuvel in het centrum van Holset, waar tevens enkele wegen samenkomen, ligt de H.H. Lambertus en Genovevakerk die gewijd is aan de heilige Lambertus van Maastricht en Genoveva van Parijs.
- Aan de voet van de kerkheuvel ligt de Lambertusbron met de Lourdesgrot.
- Historische boerderijen:
  - Hoeve Einrade, aan Holset 57, hoeve van het voormalige kasteel Alte Burg, 16e-18e eeuw.
  - Boerderij Winnebroek, aan Holset 96, vakwerkhoeve van 18e en 19e eeuw.
  - Panhuis, aan Holset 24, een aantal 18e- en 19e-eeuwse panden in vakwerk en breuksteen, gegroepeerd om een binnenplaats.
- Woonhuizen aan Holset 48, Holset 50, Holset 52-54, 18e-eeuws en ouder.

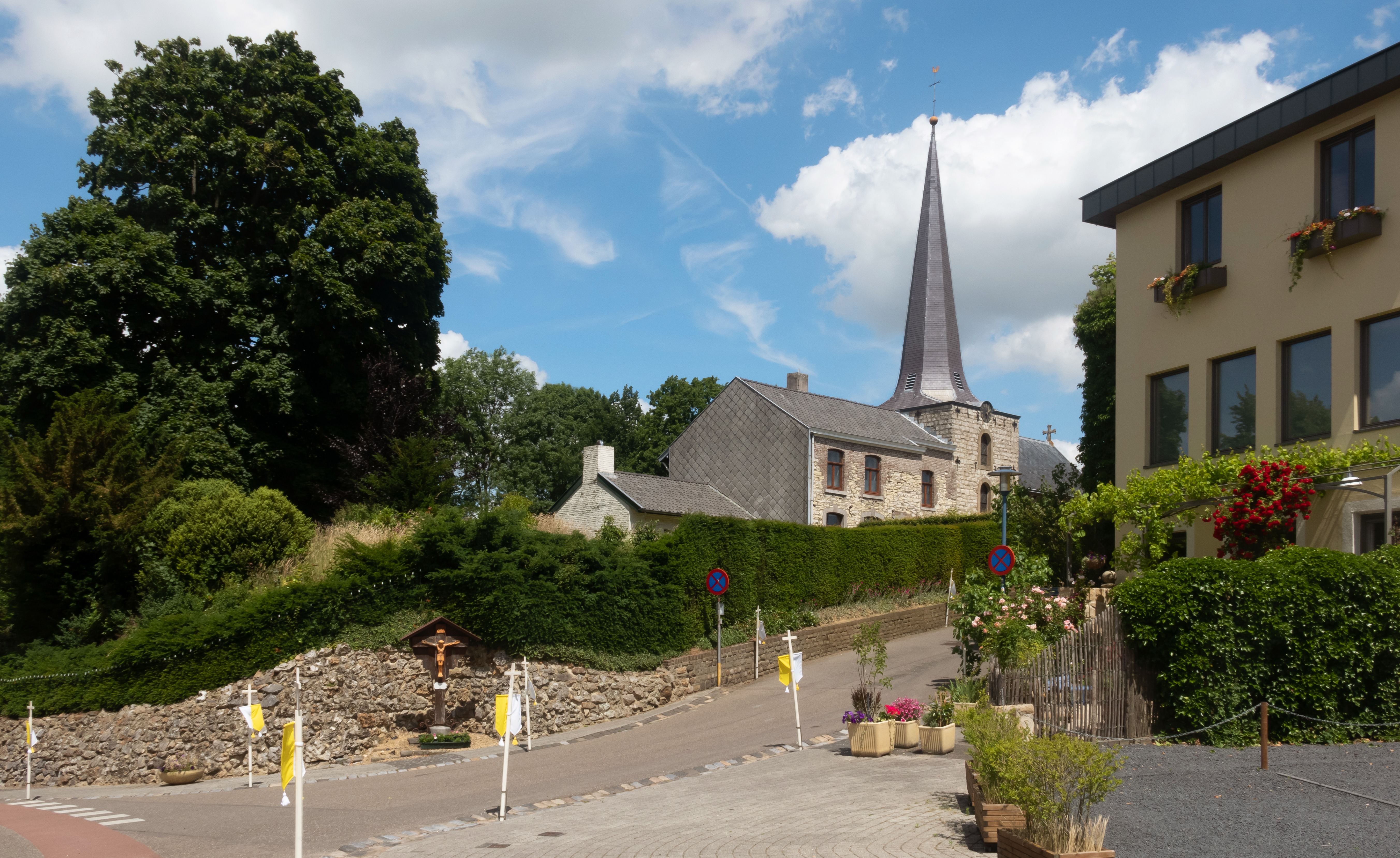
Kerk van Holset
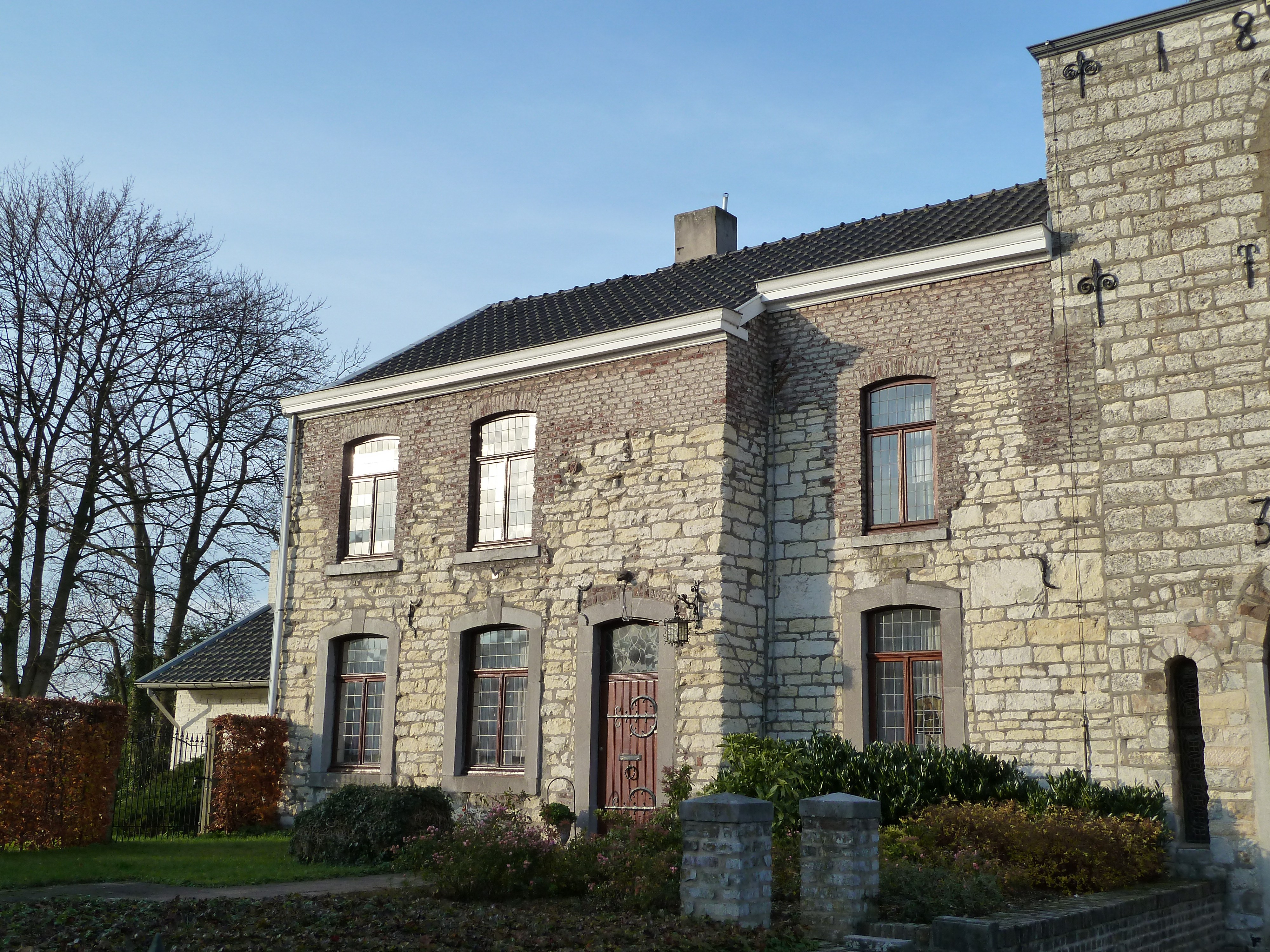
Pastorie
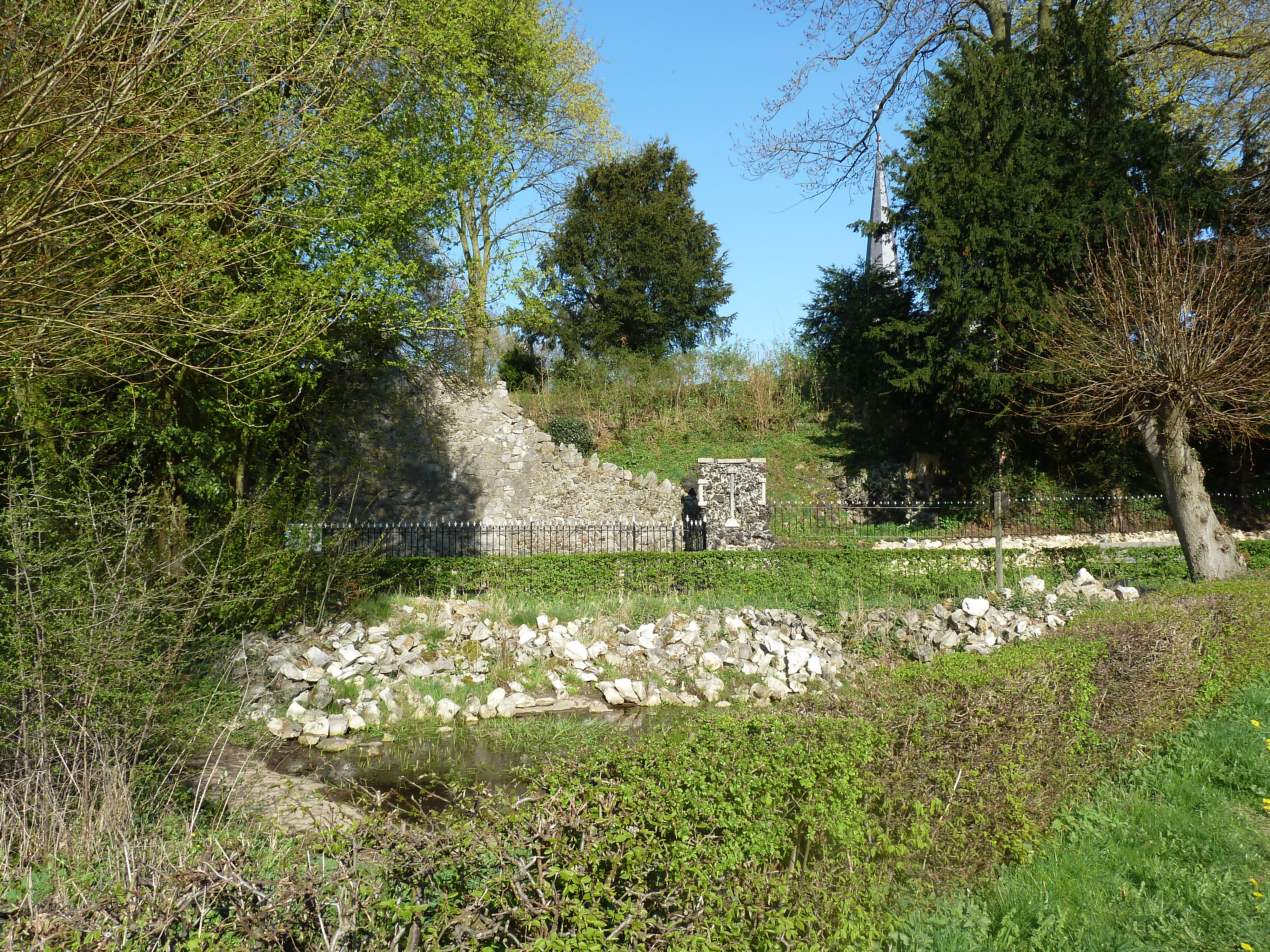
Lambertusbron
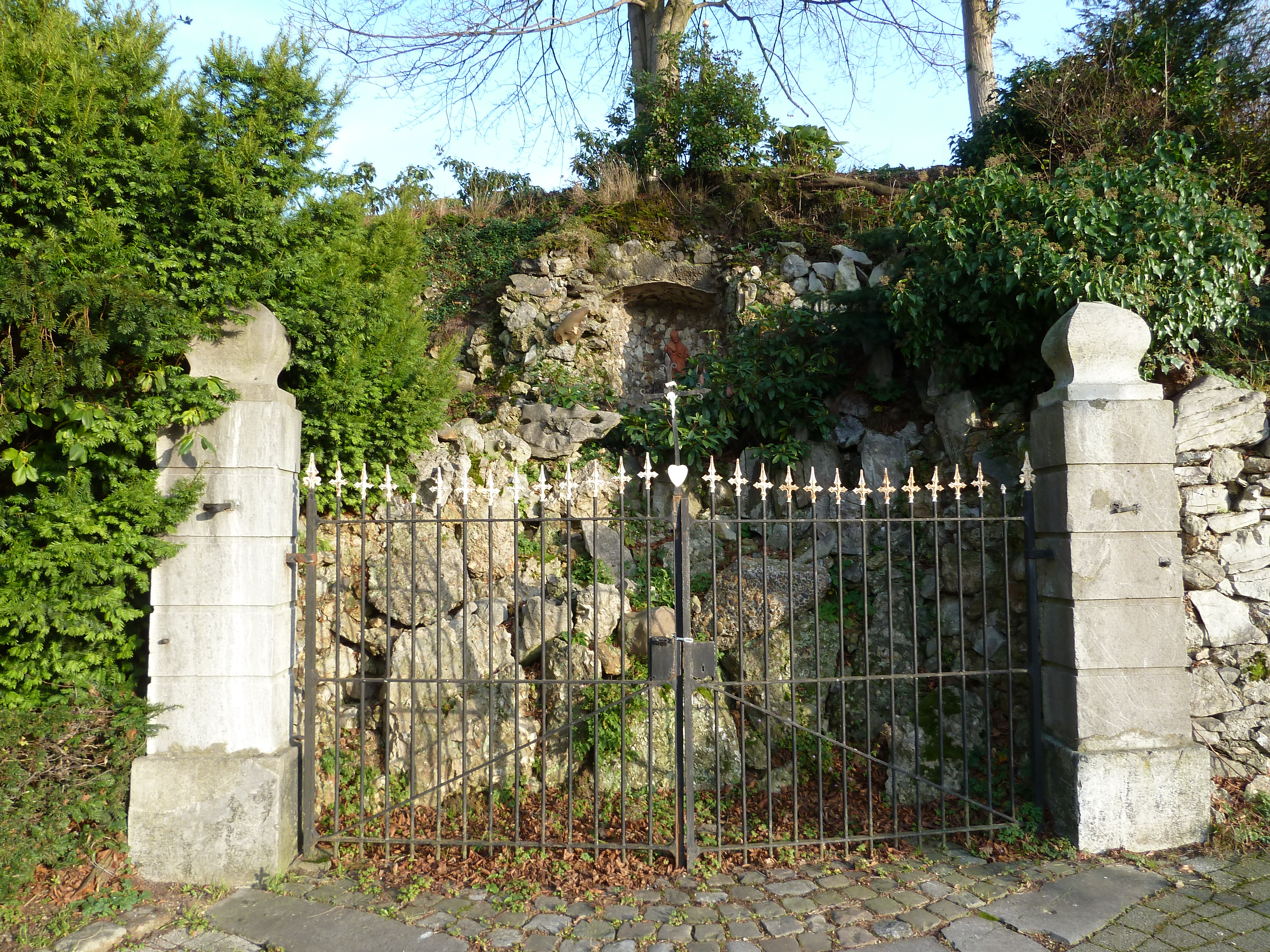
Beeldje in nis
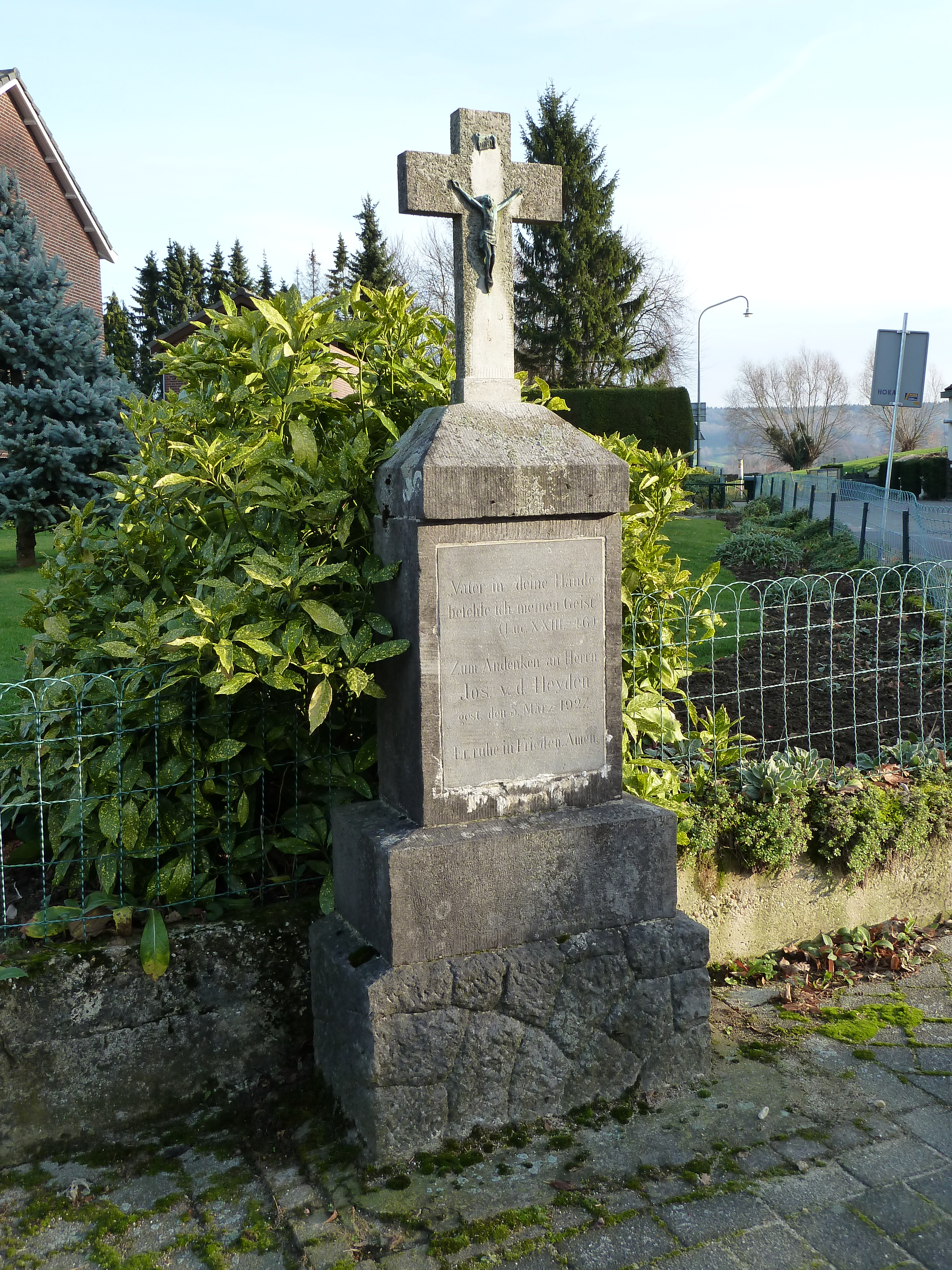
Wegkruis zuidzijde dorp
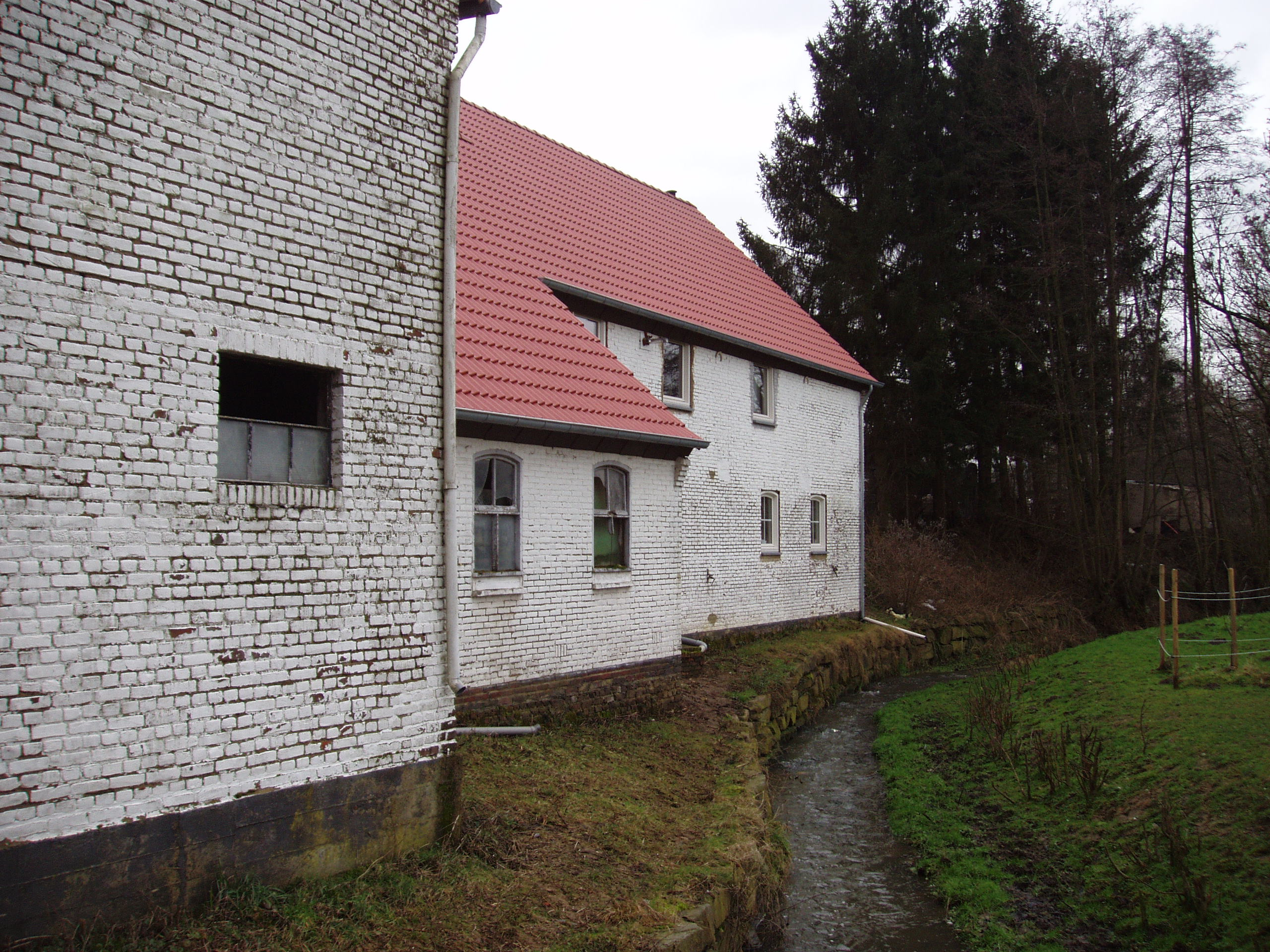
Schuurmolen
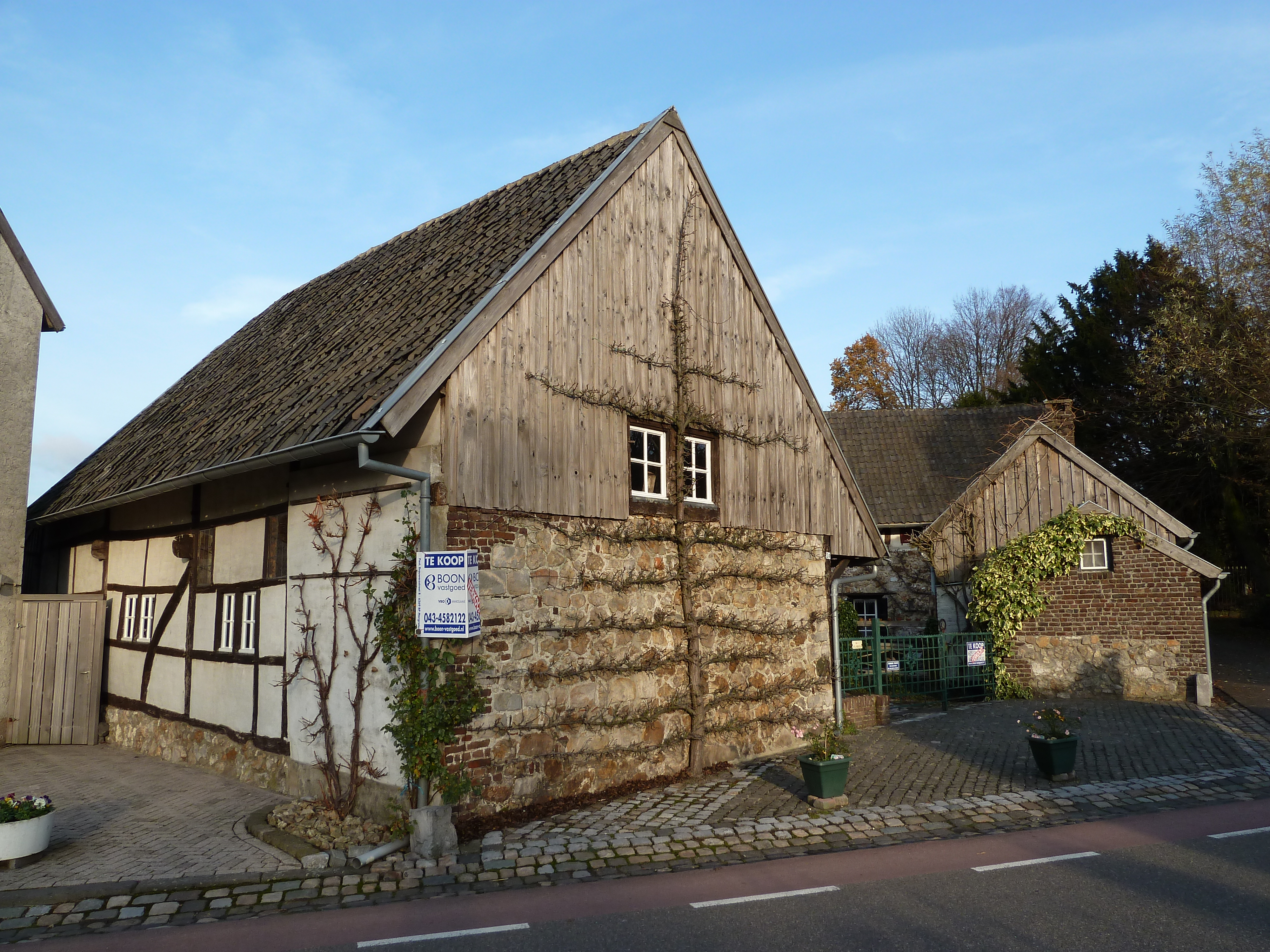
Holset 24
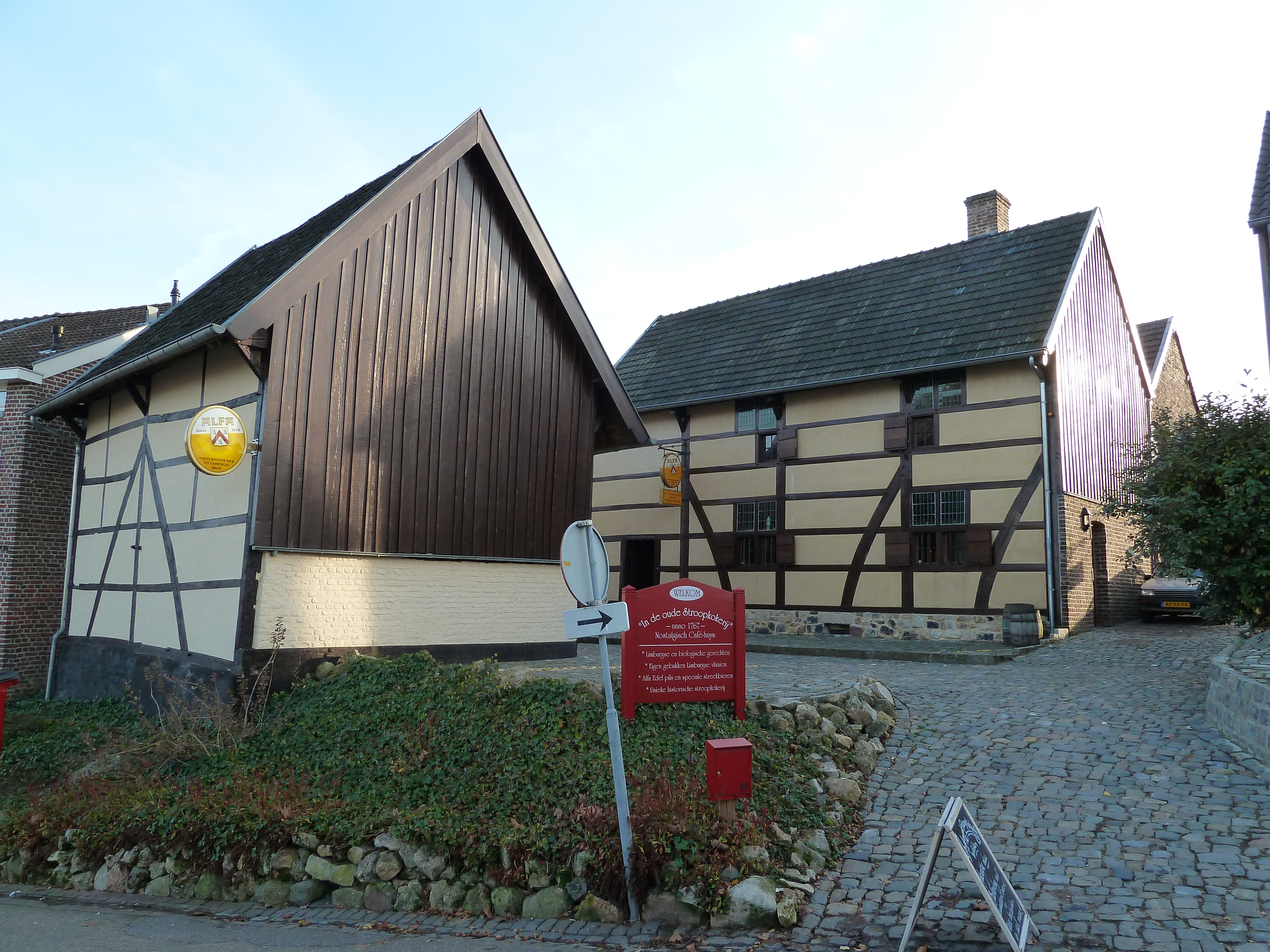
Holset 48
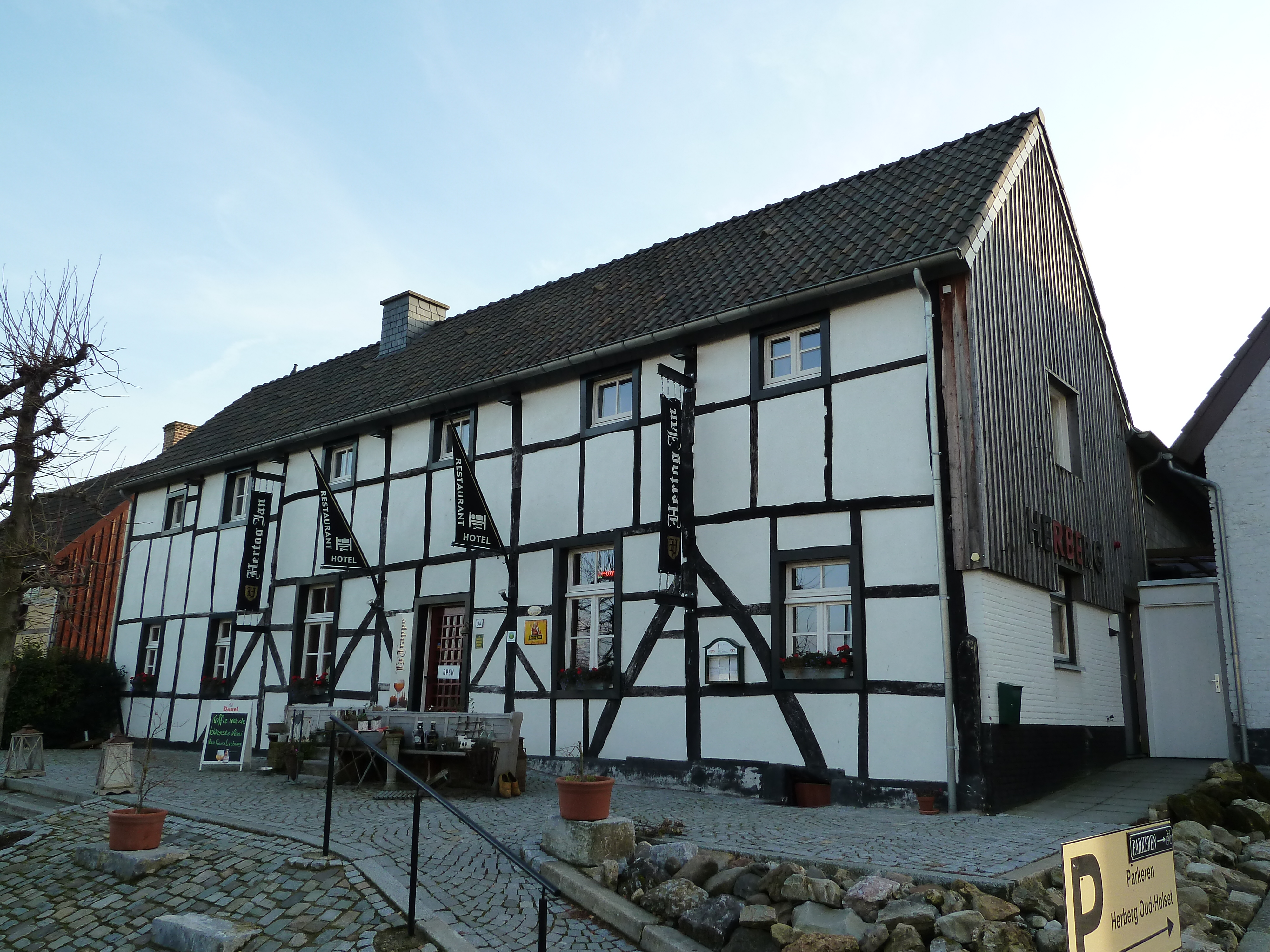
Holset 54
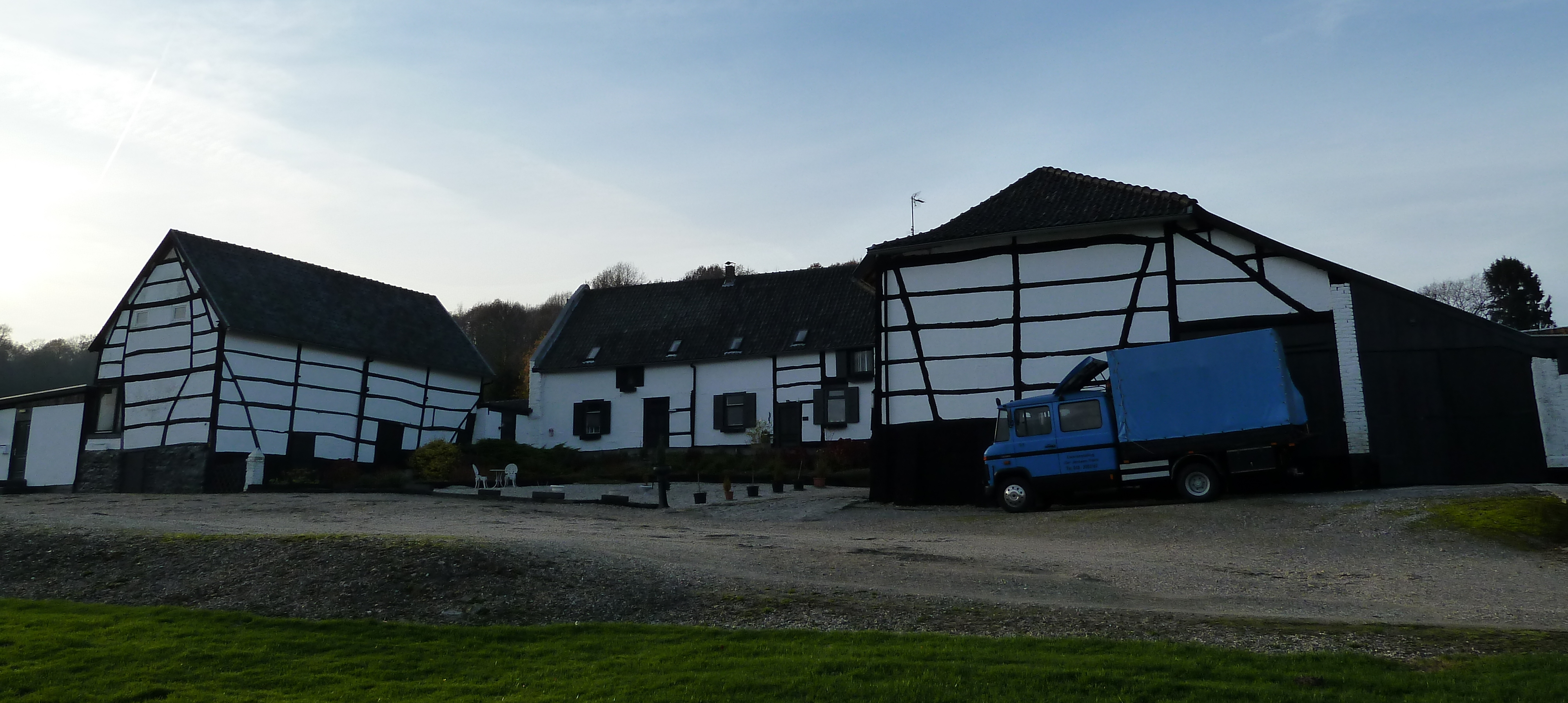
Holset 96
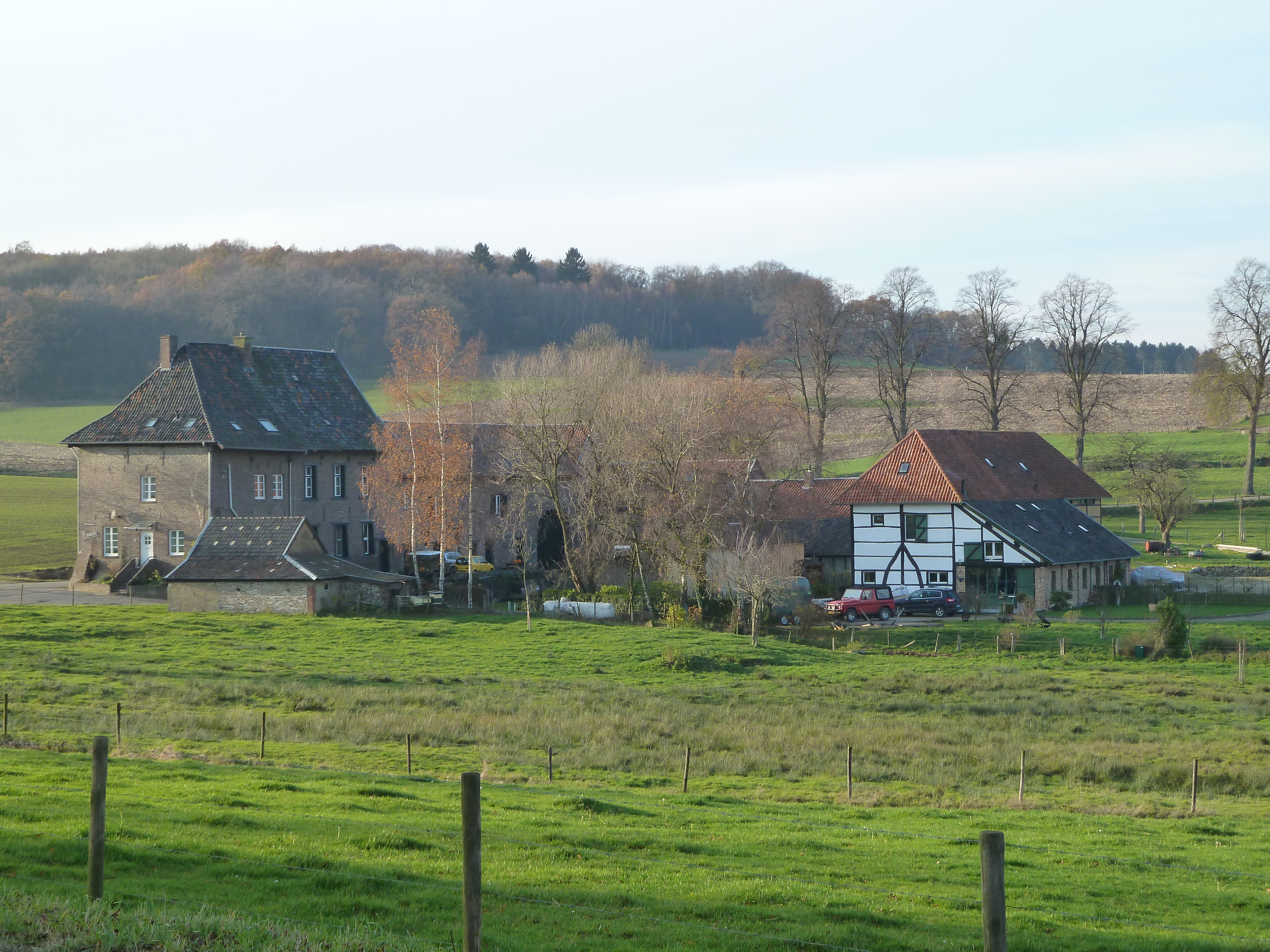
Hoeve Einrade
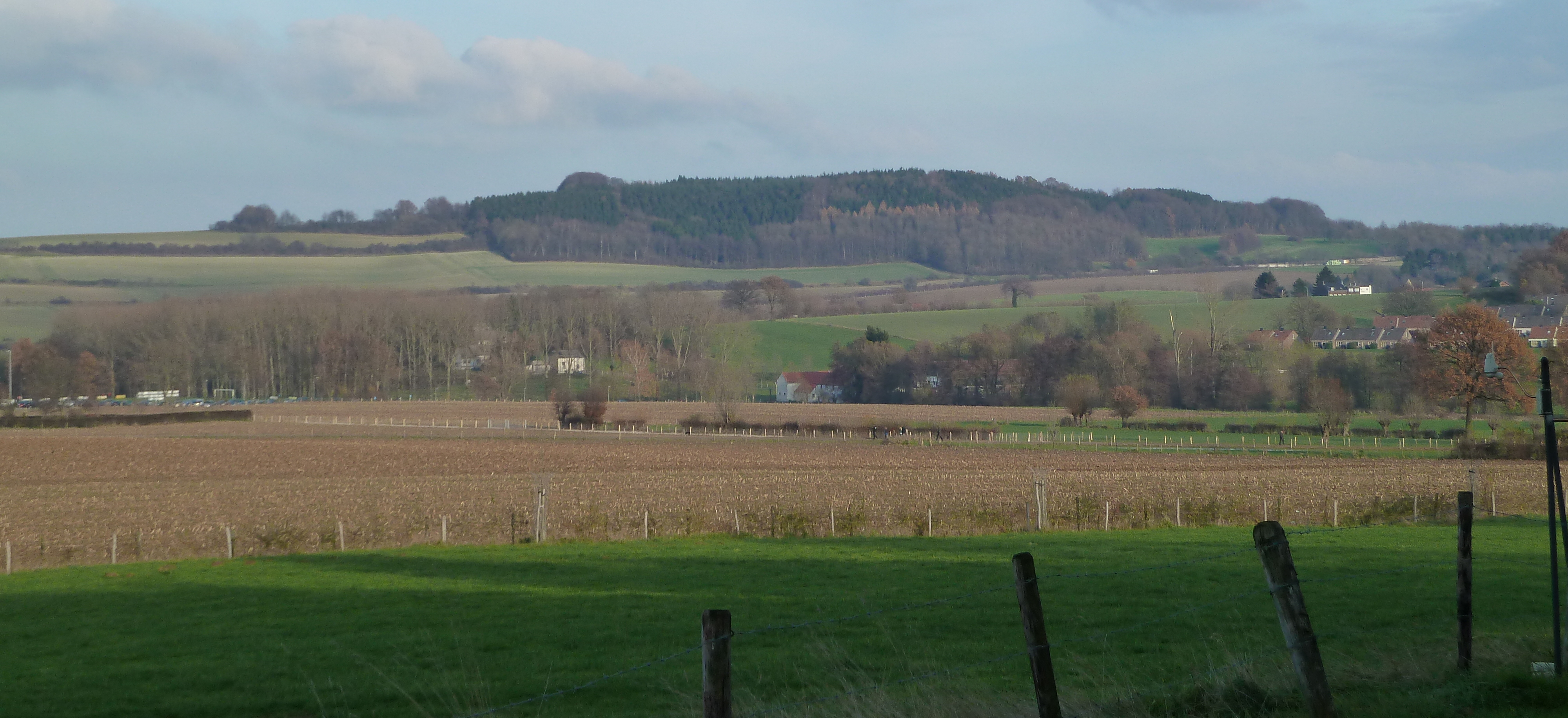
Zicht op de Schneeberg vanuit het dorp